# Ryania angustifolia
Ryania angustifolia là một loài thực vật có hoa trong họ Liễu. Loài này được (Turcz.) Monach. miêu tả khoa học đầu tiên năm 1949.